# Distrikt Sandakan
Der Distrikt Sandakan ist ein Verwaltungsbezirk im malaysischen Bundesstaat Sabah. Verwaltungssitz ist die Stadt Sandakan. Der Distrikt Sandakan ist Teil des Gebietes Sandakan Division, zu dem die Distrikte Beluran, Kinabatangan, Sandakan und Tongod gehören.

## Demographie
Der Distrikt Sandakan ist – bezogen auf die Einwohnerzahl – mit 439.050 Einwohnern (Stand: 2020) nach Kota Kinabalu der zweitgrößte der 25 Distrikte Sabahs. Die Volkszählung 2010 ergab eine Einwohnerzahl von 396.290.

## Verwaltungssitz
Verwaltungssitz des Distrikts ist die Stadt Sandakan. Die Verwaltung des Distrikts wie auch der Stadt erfolgt durch das Sandakan Municipal Council (mal. Majlis Perbandaran Sandakan). Das Sandakan Municipal Council entstand am 1. Januar 1982 durch Verschmelzung des Sandakan Town Board und des Sandakan Rural District Councils.

## Gliederung des Distrikts
Im Januar 1983 wurde Sandakan verwaltungstechnisch in vier Gebiete unterteilt: Stadtgebiet, Vorstädte, Umland und Seegebiet.